# العرق الأمريكي الأبيض
الأمريكيين البيض (و يمكن الإشارة إليهم أيضًا بـ : الأمريكيين الأوروبيين أو الأمريكيين ذو الأصل الأوروبي ) و هم الأمريكيون الذين يعرفون أنفسهم على إنهم ينتمون إلي العرق الأبيض. و هذه المجموعة تشكل غالبية السكان في الولايات المتحدة. و ذلك وفقاً لتعداد الولايات المتحدة الذي أجري عام 2020، حيث يمثل تواجد العرق الأبيض الصافي و المختلط في الولايات المتحدة - حيث يمثلون 235,411,507 شخص - ( بنسبة 71.02% من التركيبة السكانية ) تواجد العرق الأبيض الصافي في الولايات المتحدة -  حيث يمثلون 204,277,273 شخص  - ( بنسبة 61.63% من التركيبة السكانية ) بينما تواجد العرق الأبيض المختلط في الولايات المتحدة  - حيث يمثلون 31,134,234 شخص (بنسبة 9.39% من التركيبة السكانية . تمثل هذا انخفاضًا ديمغرافيًا كبير للعرق الأبيض في الولايات المتحدة حيث كانوا يشكلون نسبة 72.4% من التركيبة السكانية بالنسبة للعرق الأبيض الصافي بحسب تعداد الولايات المتحدة الذي أجري عام 2010.
اعتبارا من 1 يوليو 2023 ، يقدر مكتب إحصاءات الولايات المتحدة أن 75.5% من سكان الولايات المتحدة ينتمون للعرق الأبيض ، في حين أن من ينتمون للعرق الأبيض من غير الإسبانيين كانوا يمثلون نسبة 58.9% من التركيبة السكانية . بالنسبة لهذه التقديرات السكانية، تم إعادة توزيع 15.1% الذين حددوا أنهم "بعض الأعراق الأخرى من الزنوج و الأسيويين في عام 2020  إلى فئات عرقية أخرى، مع تعديل غالبيتهم إلى البيض فقط. الأوروبيين الأمريكيين هم أكبر مجموعة عرقية من الأمريكيين البيض، وقد شكلت أغلبية سكان الولايات المتحدة منذ تأسيس الدولة .
يدّعي ديفيد روديجر أن ظهور ما يسمى بالعرق الأبيض في الولايات المتحدة كان جهداً لتمييز المحررين عن العبيد. غالباً ما تحدث عملية تعريف الأبيض رسمياً بالقانون في النزاعات المحكمة حول السعي إلى المواطنة الأمريكية .

## معلومات ديموغرافية
| العرق الأبيض الصافي 1790-2020        | العرق الأبيض الصافي 1790-2020 | العرق الأبيض الصافي 1790-2020 | العرق الأبيض الصافي 1790-2020 | العرق الأبيض الصافي 1790-2020 | العرق الأبيض الصافي 1790-2020 | العرق الأبيض الصافي 1790-2020 | العرق الأبيض الصافي 1790-2020 |
| السنة                                | السكان                        | % من الولايات المتحدة         | % تغيير (10 سنوات)            | السنة                         | السكان                        | % من الولايات المتحدة         | % تغيير (10 سنوات)            |
| ------------------------------------ | ----------------------------- | ----------------------------- | ----------------------------- | ----------------------------- | ----------------------------- | ----------------------------- | ----------------------------- |
| 1790                                 | 3,172,006                     | 80.7                          |                               | 1910                          | 81,731,957                    | 88.9                          | ▲22.3%                        |
| 1800                                 | 4,306,446                     | 81.1                          | ▲35.8%                        | 1920                          | 94,820,915                    | 89.7                          | ▲16.0%                        |
| 1810                                 | 5,862,073                     | 81.0                          | ▲36.1%                        | 1930                          | 110,286,740                   | 89.8                          | ▲16.3%                        |
| 1820                                 | 7,866,797                     | 81.6                          | ▲34.2%                        | 1940                          | 118,214,870                   | 89.8 (أعلى)                   | ▲7.2%                         |
| 1830                                 | 10,532,060                    | 81.9                          | ▲33.9%                        | 1950                          | 134,942,028                   | 89.5                          | ▲14.1%                        |
| 1840                                 | 14,189,705                    | 83.2                          | ▲34.7%                        | 1960                          | 158,831,732                   | 88.6                          | ▲17.7%                        |
| 1850                                 | 19,553,068                    | 84.3                          | ▲37.8%                        | 1970                          | 178,119,221                   | 87.5                          | ▲12.1%                        |
| 1860                                 | 26,922,537                    | 85.6                          | ▲37.7%                        | 1980                          | 188,371,622                   | 83.1                          | ▲5.8%                         |
| 1870                                 | 33,589,377                    | 87.1                          | ▲24.8%                        | 1990                          | 199,686,070                   | 80.3                          | ▲6.0%                         |
| 1880                                 | 43,402,970                    | 86.5                          | ▲29.2%                        | 2000                          | 211,460,626                   | 75.1                          | ▲5.9%                         |
| 1890                                 | 55,101,258                    | 87.5                          | ▲26.9%                        | 2010                          | 223,553,265                   | 72.4                          | ▲5.7%                         |
| 1900                                 | 66,809,196                    | 87.9                          | ▲21.2%                        | 2020                          | 204,277,273                   | 61.6 (أدنى)                   | ▼– 8.6%                       |
| المصدر: مكتب إحصاء الولايات المتحدة. |                               |                               |                               |                               |                               |                               |                               |

قالب:Race and income in US

الهرم السكاني الأمريكي الأبيض (وحده / عرق واحد) في عام 2020

خريطة توزع العرق الأمريكي الأبيض الصافي أو المختلط 2020

خريطة توزع العرق الأمريكي الأبيض الصافي أو المختلط من 1960 إلى 2020

العرق الأمريكي الأبيض هم الغالبية العرقية في كل أنحاء الولايات المتحدة تقريبًا. حيث إنهم ليسوا الأغلبية في هاواي و المحميات الخاصة بالسكان الأصليين ، اللذين يقطنون أجزاء من الجنوب ومقاطعة كولومبيا وجميع الأراضي الأمريكية ، وفي العديد من المناطق الحضرية في جميع أنحاء البلاد.
عموماً، فإن أعلى تركيز من الذين يشار إليهم مكتب الإحصاء باسم "الأبيض غير الإسبانيين" الذين يوجدون في الغرب الأوسط إنجلترا الجديدة ولايات جبل روكي الشمالية، كينتاكي ولاية فرجينيا الغربية و تنسيسي الشرقية. يتواجد أدنى تركيز لعرق الأبيض في مناطق الولايات الجنوبية و وسط الأطلسي.
الولايات التي بها أعلى النسب المئوية للأمريكيين البيض، بالنسبة العرق الأبيض الصافي أو المختلط اعتبارًا من عام 2020: 
1. فيرمونت 95.6٪
2. مين 95.4%
3. ولاية فرجينيا الغربية 94.4%
4. نيو هامبشير 93.7٪
5. وايومنغ 92.0%
6. مونتانا 90.9٪
7. إيداهو 90.2%
8. (آيوا) 89.8٪
9. شمال داكوتا 88.0%
10. كينتاكي 87.5%

العرق الأبيض في الولايات المتحدة على مر الأزمان
1790
1800
1810
1820
1830
1840
1850
1860
1870
1880
1890
1900
1910
1920
1940
1950
1960
1970
1980
1990
2000
2010
2020